# Kungliga Poliskammaren

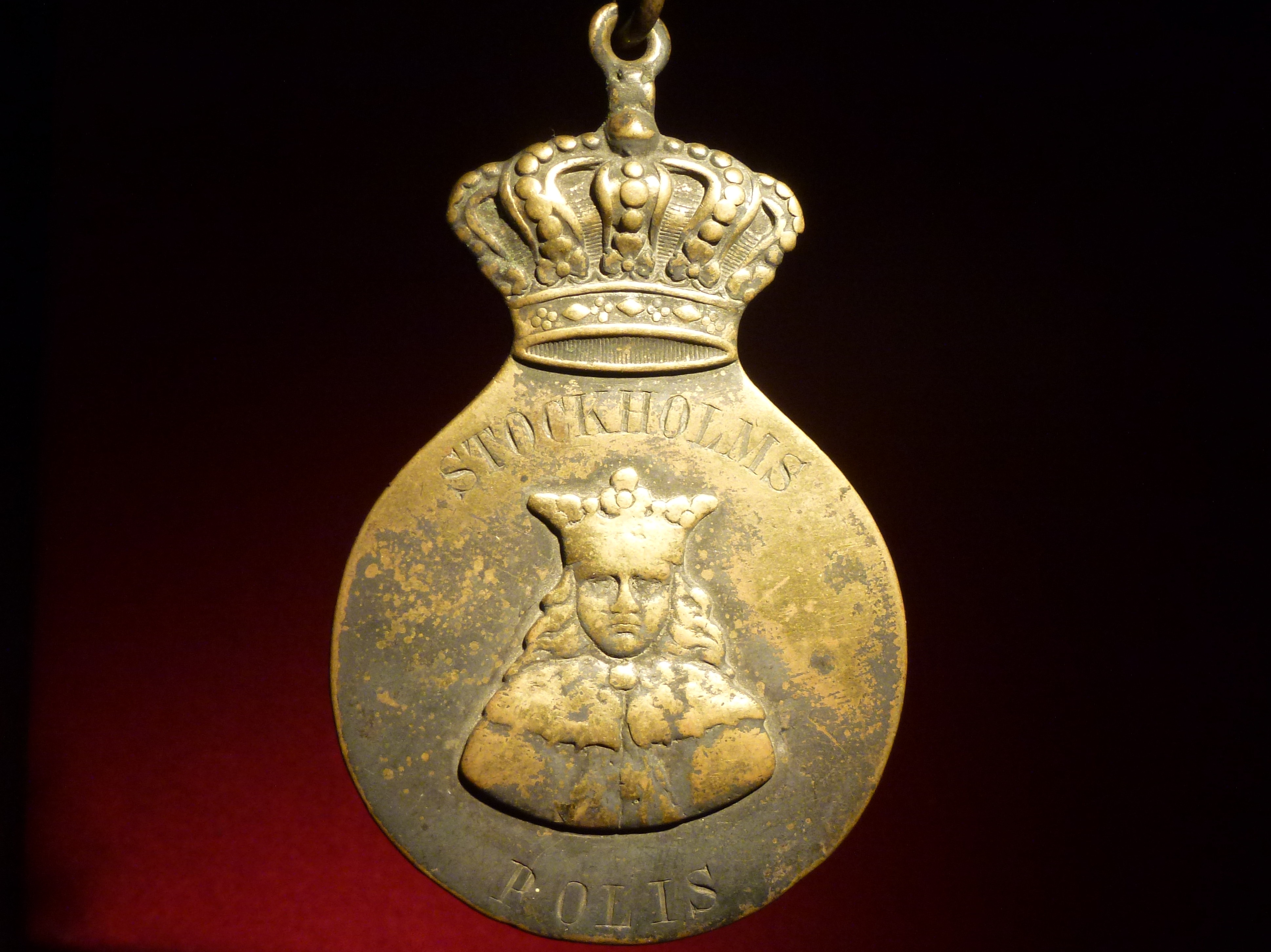
Polisbricka från 1800-talets Stockholm.

Kungliga Poliskammaren var ett ämbetsverk i Stockholm mellan 1776 och 1898, föregångare till dagens Polismyndighet.
Poliskammarens verksamhet startade den 22 april 1776 och hade i uppgift att under överståthållarens uppsikt utfärda alla förordningar och lagar som avsåg allmän ordning samt även döma i mål rörande mindre förseelser mot dessa som till exempel olovligt mångleri, olovligt eldande på fartyg, bristande renhållning, försummad lykttändning, tiggeri, stöld, överträdelse av gällande taxor och brott mot allmän ordning, sedlighet och sundhet. Polismästaren verkade som poliskammarens ordförande och domare i de fall överståthållaren eller underståthållaren hade förhinder.

## Äldre poliskammarens adresser
- 1776-1792: Slottsbacken 4 (Tessinska palatset)
- 1792-1795: Slottsbacken 2 (Indebetouska huset)
- 1795-1797: Birger Jarls torg (Sparreska palatset)
- 1797-1818: Slottsbacken 4 (Tessinska palatset)
- 1818-1852: Norrbro (Sundsvallska huset)
- 1852-1898: Myntgatan 4 (Polusska huset)